# Try Me!
Try Me! è il secondo album in studio del cantante statunitense James Brown, registrato con il gruppo The Famous Flames e pubblicato nel 1959.

## Tracce
1. There Must Be a Reason – 2:28
2. I Want You So Bad – 2:47
3. Why Do You Do Me – 3:01
4. Got to Cry – 2:37
5. Strange Things Happen – 2:10
6. Fine Old Foxy Self – 2:10
7. Messing With the Blues – 2:12
8. Try Me (I Need You) – 2:33
9. It Was You – 2:45
10. I've Got to Change – 2:27
11. Can't Be the Same – 2:21
12. It Hurts to Tell You – 2:54
13. I Won't Plead No More – 2:28
14. You're Mine, You're Mine – 2:33
15. Gonna Try – 2:46
16. Don't Let It Happen to Me – 2:51